# Kannusjärvi, Norrbotten
Kannusjärvi är en sjö i Övertorneå kommun i Norrbotten och ingår i Torneälvens huvudavrinningsområde. Sjön har en area på 0,514 kvadratkilometer och ligger 107,9 meter över havet. Sjön avvattnas av vattendraget Kannusjoki.

## Delavrinningsområde
Kannusjärvi ingår i det delavrinningsområde (740452-183701) som SMHI kallar för Utloppet av Kannusjärvi. Medelhöjden är 157 meter över havet och ytan är 14,57 kvadratkilometer. Räknas de 3 avrinningsområdena uppströms in blir den ackumulerade arean 28,62 kvadratkilometer. Kannusjoki som avvattnar avrinningsområdet har biflödesordning 3, vilket innebär att vattnet flödar genom totalt 3 vattendrag innan det når havet efter 104 kilometer. Avrinningsområdet består mestadels av skog (72 procent). Avrinningsområdet har 0,51 kvadratkilometer vattenytor vilket ger det en sjöprocent på 3,5 procent.